# Sesto al Reghena
Sesto al Reghena es una localidad y comune italiana de la provincia de Pordenone, región de Friuli-Venecia Julia, con 6.247 habitantes.

## Evolución demográfica
| Gráfica de evolución demográfica de Sesto al Reghena entre 1861 y 2001 |
|                                                                        |
| Fuente ISTAT - elaboración gráfica de Wikipedia                        |